# Castellaneta Marina (przystanek kolejowy)
Castellaneta Marina (wł. Stazione di Castellaneta Marina) – przystanek kolejowy w Castellaneta Marina (część gminy Castellaneta), w prowincji Tarent, w regionie Apulia, we Włoszech. Znajduje się na linii Jonica (Reggio Calabria – Tarent). 
Według klasyfikacji RFI ma kategorię brązową.

## Linie kolejowe
- Linia Jonica